# Magnus VI di Norvegia
Magnus VI detto il Legislatore (in norreno Magnús Hákonarson Lagabøter; Tønsberg, 1º maggio 1238 – Bergen, 9 maggio 1280) fu re di Norvegia dal 1263 al 1280.
È maggiormente conosciuto per la modernizzazione e la nazionalizzazione del codice di leggi norvegese. Grazie ad esso ottenne infatti il soprannome di Legislatore o Lagabøter (lett. "riparatore di leggi").

## Biografia

### I primi anni
Magnus Haakonsson era il figlio più giovane del re Haakon IV di Norvegia, che regnò dal 1217 al 1263 e sua moglie Margrét Skúladóttir. Nel 1257 suo fratello maggiore ed erede al trono Håkon il Giovane morì, lasciando Magnus erede del regno. Suo padre gli diede il titolo di re nello stesso anno e per i successivi sei anni, regnarono assieme fino alla morte del padre Håkon combattendo il re scozzese presso le Isole Ebridi, il 16 dicembre 1263. L'11 settembre 1261 sposò la principessa danese Ingeborg, figlia del defunto re danese Eric IV di Danimarca, dopo che fu praticamente rapita da uomini del re dal monastero in cui viveva. Le dispute sull'eredità della principessa Ingeborg per quel che riguardava il regno di Danimarca provocarono nei decenni successivi numerosi conflitti tra la Norvegia e la Danimarca. Da questo matrimonio nacquero due futuri re: Eirik Magnusson e Haakon Magnusson.

### Sovrano di Norvegia

#### Politica estera
Una volta re, Magnus abbandonò la politica estera aggressiva intrapresa precedentemente da suo padre. Nel 1266 abbandonò le Ebridi e l'isola di Man in Scozia in cambio, nell'immediato, di una grossa quantità di argento e successivamente, del pagamento di un canone annuo. Il patto fu suggellato nel trattato di Perth, con cui gli scozzesi riconoscevano il dominio norvegese sulle isole Orcadi e le Isole Shetland. Nel 1269, grazie al trattato di Winchester, si dichiarava la fine delle ostilità tra la Norvegia e il re Enrico III d'Inghilterra.
Magnus ebbe anche buoni rapporti con il re svedese Valdemaro I di Svezia e negli anni '60 del XII secolo venne ufficialmente definito per la prima volta il confine con la Svezia. Quando Valdemaro fu deposto dai suoi due fratelli e fuggì in Norvegia nel 1275, Magnus radunò per la prima e unica volta durante il suo regno una grande flotta con cui muoversi verso la Svezia dove incontrò i fratelli del defunto re Valdemaro per cercare di giungere ad una soluzione tra i due fratelli, ma senza successo. Magnus di Norvegia scelse quindi di ritornare in patria e non impegnarsi in azioni ostili.

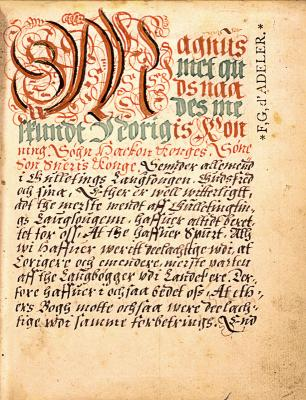
Una pagina manoscritta della Legge Nazionale (Landslov) di Magnus che, insieme alla Legge municipale (Byloven), diedero al Re il soprannome di Magnus Lagaböter, il riparatore di leggi.

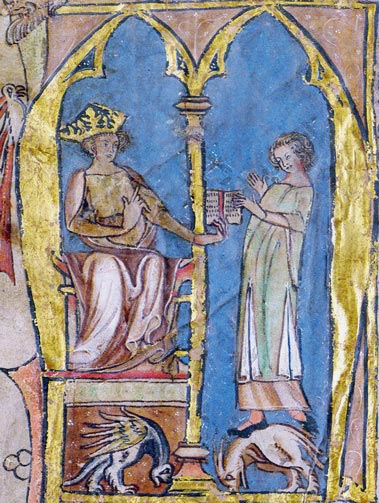
Magnus consegna la sua Legge Nazionale ad un legislatore, miniatura del XIV secolo dal Codex Hardenbergianus

#### Politica interna
In politica interna Magnus cercò, con grandi sforzi, di modernizzare il codice di leggi del regno; questi sforzi gli diederò il soprannome di Magnus Lagaböter (letteralmente "riparatore di leggi"). Nel 1274 promulgò la nuova legge nazionale, chiamata Magnus Lagabøtes landslov, un codice unificato di leggi da applicare all'intero paese, comprese le Isole Fær Øer e le Isole Shetland. Il codice sostituì le differenti leggi regionali che erano precedentemente in vigore. Esso venne completato nel 1276 da una nuova legge municipale (la Byloven, una legge per la città) e una versione leggermente modificata venne successivamente elaborata anche per l'Islanda. Un unico codice di leggi per un intero paese era in quel periodo storico qualcosa di innovativo, che fino a quel momento soltanto la Sicilia e la Castiglia avevano sperimentato. Il codice di Magnus introdusse il nuovo concetto che il crimine fosse da considerare un reato contro lo Stato oltre che contro il singolo individuo. In tal modo si contribuì a ridurre la possibilità di mettere in pratica vendette personali. Inoltre, venne aumentato il potere formale del re, rendendo il trono la fonte della giustizia. Una specifica sezione fissava il diritto di successione al trono seguendo le disposizioni introdotte dal padre Haakon IV.
La successione al trono era un tema molto importante e spinoso, l'ultima guerra civile, infatti, era stata combattuta per decenni e si era conclusa soltanto del 1240. Per rendere inequivocabilmente chiaro quale dovesse essere la corretta successione al trono, nel 1273 Magnus diede al figlio maggiore, di cinque anni, Eirik, il titolo di re e suo fratello minore Haakon il titolo di duca.
Anche se Magnus veniva considerato un sovrano molto devoto, il suo lavoro con i codici di legge lo portò in conflitto con l'arcivescovo, che cercò di preservare l'influenza della chiesa nel regno respingendo l'autorità del potere temporale su quello religioso. Nel 1277 il Concordato di Tønsberg (Sættargjerden in Tønsberg) firmato da Re Magnus e Jon Raude, arcivescovo di Nidaros, confermò determinati privilegi del clero, come ad esempio la possibilità dell'elezioni episcopali. Alla chiesa venne confermato, inoltre gran parte del suo potere giudiziario, ma essa si dovette arrendere per quanto riguardava il concetto di considerare la Norvegia come un feudo della Chiesa cattolica.
Dal punto di vista culturale, Magnus, continuò la politica precedentemente intrapresa dal padre introducendo la cultura europea alla corte norvegese. Nel 1277 sostituì il titolo norreno lendmann con quello europeo di barone e il titolo riddar con quello di cavaliere e allo stesso tempo gli diede privilegi aggiuntivi e il diritto di essere lord (herra). Magnus è probabilmente anche il primo re norvegese ad affiancare al nome un numero ordinale: chiamò, infatti, se stesso Magnus IV e non Magnus VI perché non considerò Magnus Haraldsson(II) e Magnus Sigurdsson(IV).
Subito dopo la morte del padre commissionò all'islandese Sturla Þórðarson di scrivere la saga di suo padre. Nel 1278 gli commissionò di redigere anche la sua saga, o biografia. La saga di Magnus il Riparatore di leggi divenne così l'ultima delle saghe dei re norvegesi medievali. Sfortunatamente solo un breve frammento di essa è stato tramandato fino ai giorni nostri.

### Morte
Nella primavera del 1280 Magnus si ammalò a Bergen e morì il 9 maggio dello stesso anno. Aveva già progettato di far incoronare suo figlio Eirik in estate, come co-reggente. Eirik si trovò, invece, a regnare come unico re all'età di dodici anni ma il vero potere risiedeva in una cerchia di consiglieri tra i quali la presenza di maggior rilievo era la regina reggente Ingeborg, madre di Re Eirik.
Magnus venne ricordato come un buon reggente, che governò più con le leggi che con la spada. Alcuni moderni storici, però, lo considerano come un re debole per aver ceduto le Isole Ebridi e per essere sceso a patti con la chiesa, ma molti invece considerano sagge e lungimiranti queste mosse perché, così facendo, non sprecò energie e risorse in infruttuose guerre all'estero e risanò, invece, la struttura del suo regno.
Magnus fu sepolto nella chiesa del convento francescano di Bergen, che nel XVI secolo divenne la cattedrale di Bergen.

## Ascendenza
|                        |                  |                        | Genitori |  |  | Nonni |  |  | Bisnonni             |  |  | Trisnonni             |  |
|                        |                  |                        |          |  |  |       |  |  | Sverre I di Norvegia |  |  | Sigurd II di Norvegia |  |
|                        |                  |                        |          |  |  |       |  |  | Sverre I di Norvegia |  |  | Sigurd II di Norvegia |  |
|                        |                  | Gunnhild               |          |  |  |       |  |  | Sverre I di Norvegia |  |  |                       |  |
| Haakon III di Norvegia |                  |                        |          |  |  |       |  |  | Sverre I di Norvegia |  |  |                       |  |
|                        |                  | Astrid Roesdatter      | …        |  |  |       |  |  |                      |  |  |                       |  |
|                        |                  | Astrid Roesdatter      | …        |  |  |       |  |  |                      |  |  |                       |  |
|                        |                  | Astrid Roesdatter      | …        |  |  |       |  |  |                      |  |  |                       |  |
| Haakon IV di Norvegia  |                  | Astrid Roesdatter      |          |  |  |       |  |  |                      |  |  |                       |  |
|                        |                  | …                      | …        |  |  |       |  |  |                      |  |  |                       |  |
|                        |                  | …                      | …        |  |  |       |  |  |                      |  |  |                       |  |
|                        |                  | …                      | …        |  |  |       |  |  |                      |  |  |                       |  |
| Inga di Varteig        |                  | …                      |          |  |  |       |  |  |                      |  |  |                       |  |
|                        |                  | …                      | …        |  |  |       |  |  |                      |  |  |                       |  |
|                        |                  | …                      | …        |  |  |       |  |  |                      |  |  |                       |  |
|                        |                  | …                      | …        |  |  |       |  |  |                      |  |  |                       |  |
| Magnus VI di Norvegia  |                  | …                      |          |  |  |       |  |  |                      |  |  |                       |  |
|                        | Bård Guttormsson | …                      |          |  |  |       |  |  |                      |  |  |                       |  |
|                        | Bård Guttormsson | …                      |          |  |  |       |  |  |                      |  |  |                       |  |
|                        | Bård Guttormsson | …                      |          |  |  |       |  |  |                      |  |  |                       |  |
| Skule Bårdsson         | Bård Guttormsson |                        |          |  |  |       |  |  |                      |  |  |                       |  |
|                        |                  | Ragnfrid Erlingsdotter | …        |  |  |       |  |  |                      |  |  |                       |  |
|                        |                  | Ragnfrid Erlingsdotter | …        |  |  |       |  |  |                      |  |  |                       |  |
|                        |                  | Ragnfrid Erlingsdotter | …        |  |  |       |  |  |                      |  |  |                       |  |
| Margrét Skúlesdóttir   |                  | Ragnfrid Erlingsdotter |          |  |  |       |  |  |                      |  |  |                       |  |
|                        |                  | Jon Torbergsson        | …        |  |  |       |  |  |                      |  |  |                       |  |
|                        |                  | Jon Torbergsson        | …        |  |  |       |  |  |                      |  |  |                       |  |
|                        |                  | Jon Torbergsson        | …        |  |  |       |  |  |                      |  |  |                       |  |
| Ragnhild Jonsdatter    |                  | Jon Torbergsson        |          |  |  |       |  |  |                      |  |  |                       |  |
|                        |                  | Ragnhild Erlingsdotter | …        |  |  |       |  |  |                      |  |  |                       |  |
|                        |                  | Ragnhild Erlingsdotter | …        |  |  |       |  |  |                      |  |  |                       |  |
|                        |                  | Ragnhild Erlingsdotter | …        |  |  |       |  |  |                      |  |  |                       |  |
|                        |                  | Ragnhild Erlingsdotter |          |  |  |       |  |  |                      |  |  |                       |  |